# Typ 98 Ta-Se
Der Typ 98 Ta-Se (jap. 試製対空戦車 タセ, Shisei taikū sensha Ta-Se, dt. „Prototyp Flugabwehr-Panzer Ta-Se“) war ein Prototyp eines japanischen Flugabwehrpanzers, der 1941 vom Kaiserlich Japanischen Heer getestet wurde.

## Geschichte

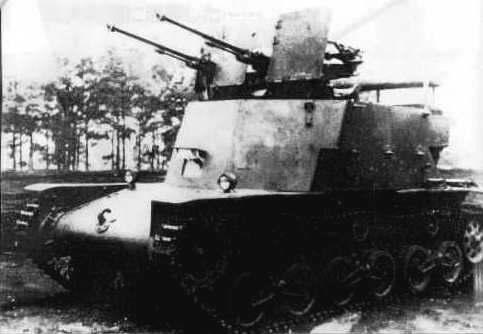
Typ 98 mit 20-mm-Zwillings-Maschinenkanone

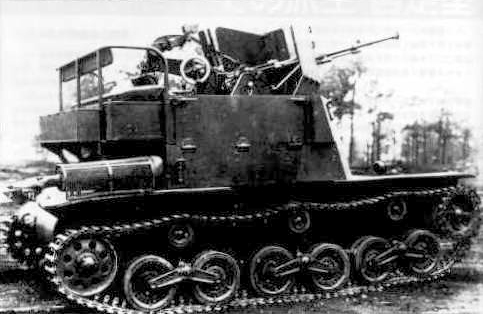
Typ 98 mit 20-mm-Zwillings-Maschinenkanone, Seitenansicht

1941 ließ das Kaiserlich Japanische Heer die Entwicklung eines Flugabwehrpanzers starten. Der erste Prototyp wurde im November 1941 fertiggestellt und erhielt die Bezeichnung Ta-Se. Er verwendete das Fahrgestell des leichten Panzers Typ 98 Ke-Ni (deswegen Typ 98 Ta-Se) und war mit einer 20-mm-Maschinenkanone bewaffnet, die eine umgebaute 20-mm-Flugabwehr-Maschinenkanone Typ 98 war. Da der Unterbau für die Maschinenkanone keinen ausreichenden Platz für die Besatzung bot und die Stabilität beim Drehen des Turms zu gering war, wurde die Entwicklung eingestellt. Anschließend wurde ein geänderter Prototyp mit einer 20-mm-Zwillings-Maschinenkanone entworfen, der zwei 20-mm-Flugabwehr-Maschinenkanonen Typ 2 verwendete. Die Entwicklung auch dieser Version wurde eingestellt.